# Armén Tajtadzhián
Armen Leónovich Tajtadzhián o Takhtajan (en armenio: Արմեն Լևոնի Թախտաջյան, en ruso: Армен Левонович Тахтаджян; Şuşa, Azerbaiyán; 10 de junio de 1910-San Petersburgo, Rusia; 13 de noviembre de 2009) fue un botánico soviético-armenio, una de las figuras prominentes de la sistemática y biogeografía del siglo XX. Publicó en morfología de angiospermas, paleobotánica y sobre la flora del Cáucaso.

## Biografía
Tajtadzhián trabajó en el Instituto Botánico Komarov, donde desarrolló su esquema de la clasificación de las Magnoliophyta desde 1940, que destacaba las relaciones filogenéticas entre las plantas. Su sistema permaneció desconocido para los botánicos de Occidente hasta después de 1950, cuando comienza su relación con el botánico estadounidense Arthur Cronquist, cuyo esquema de clasificación de las plantas se vio muy influido por la colaboración con Tajtadzhián y otros botánicos del I. Botánico de Komarov.

## El sistema de clasificación
El "sistema de clasificación de Tajtadzhián" de angiospermas considera una división (phylum), Magnoliophyta, con dos clases, Magnoliopsida (dicotiledóneas) y Liliopsida (monocotiledóneas). Estas dos clases se subdividen en subclases, y en superórdenes, órdenes y familias. El sistema de Tajtadzhián es afín al sistema de Cronquist, pero con mayor complejidad a niveles superiores. Favoreciendo órdenes y familias pequeñas, lo que permite captar más fácilmente los caracteres y relaciones evolutivas. El sistema de clasificación de Tajtadzhián todavía es influyente; por ejemplo, usado en el Jardín Botánico de Montreal. También desarrolló un sistema de regiones florísticas.

## Obra
- Высшие растения, 1, М.- Л., 1956. Die Evolution der Angiospermen, Jena, 1959
- Растения в системе организмов, в кн.: Жизнь растений, т. 1, М., 1974
- Cronquist, A; A Takhtajan; W Zimmermann. 1966. On the higher taxa of Embryophyta. Taxon 15, 129-134
- Takhtajan, A; Th J Crovello; A Cronquist. 1986. Floristic Regions of the World
- Takhtajan, A. 1991. Evolutionary Trends in Flowering Plants
- Takhtajan, A. 1997. Diversity and Classification of Flowering Plants
- A. Takhtajan (2009). Flowering Plants. Springer Verlag.

## Honores

### Epónimos
Género
- (Winteraceae) Takhtajania Baranova & J.-F.Leroy[1]

Especies
- (Annonaceae)  Goniothalamus takhtajanii Bân[2]

- (Asteraceae)  Centaurea takhtajanii Gabrieljan & Ts.R.Tonyan[3]

- (Brassicaceae)  Erucastrum takhtajanii V.I.Dorof.[4]

- (Caesalpiniaceae)  Chamaecrista takhtajanii Barreto & Yakovlev[5]

- (Caryophyllaceae)  Allochrusa takhtajanii Gabrieljan & Dittrich[6]

- (Hamamelidaceae)  Altingia takhtajanii Thai[7]

- (Leguminosae)  Chamaecrista takhtajanii A.Barreto & Yakovlev[8]

- (Liliaceae)  Gagea takhtajanii Levichev[9]

- (Polypodiaceae)  Microsorum takhtajanii Vu Nguyen Tu[10]

- (Rosaceae)  Sorbus takhtajanii Gabrieljan[11]

- La abreviatura «Takht.» se emplea para indicar a Armén Tajtadzhián como autoridad en la descripción y clasificación científica de los vegetales.[12]